# تويوتا ستارليت
تويوتا ستارليت هي سيارة ثانوية من صناعة تويوتا أنتجت في 1973.

## معرض صور

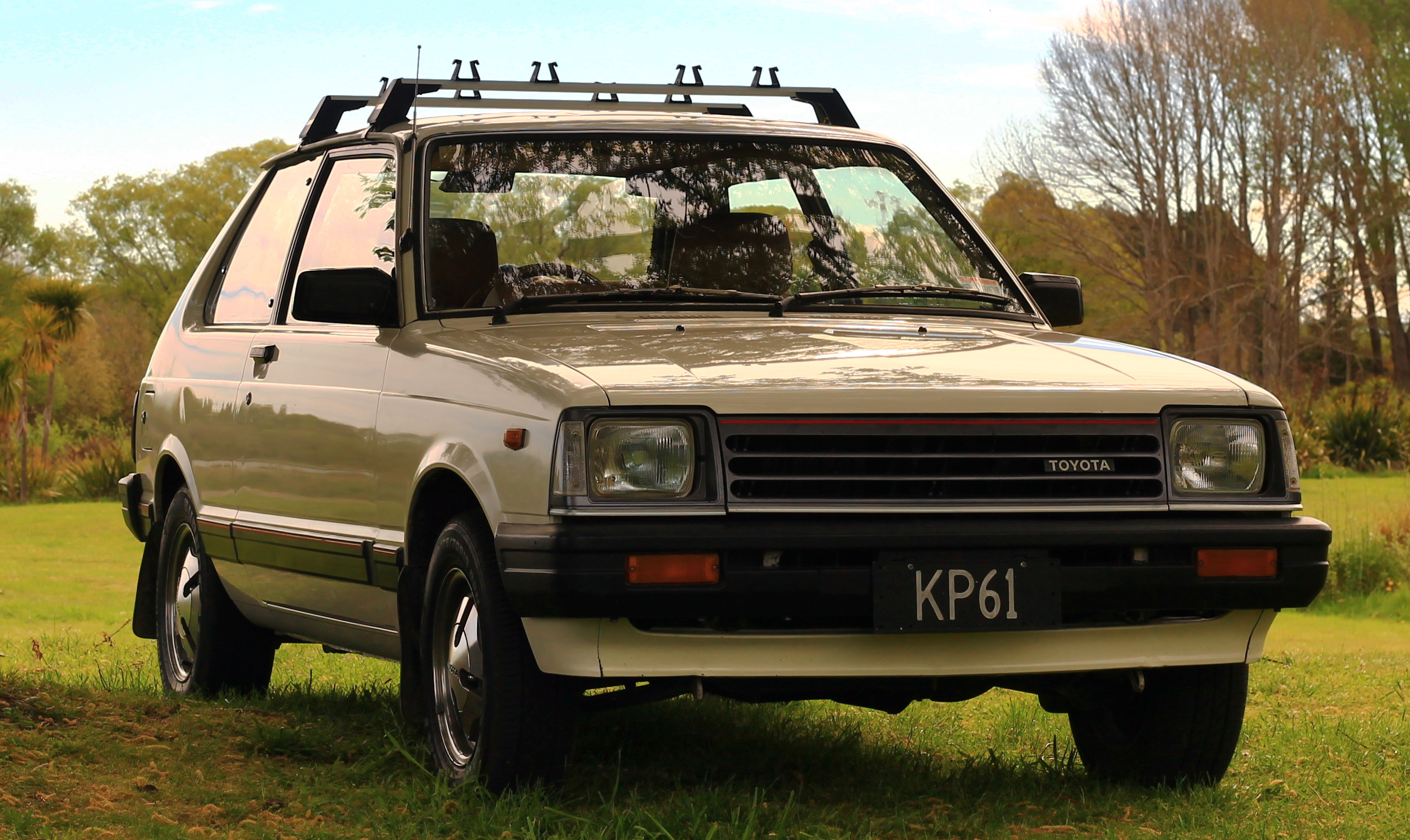
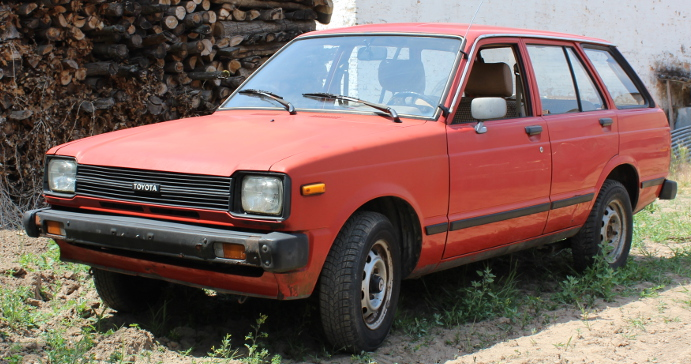
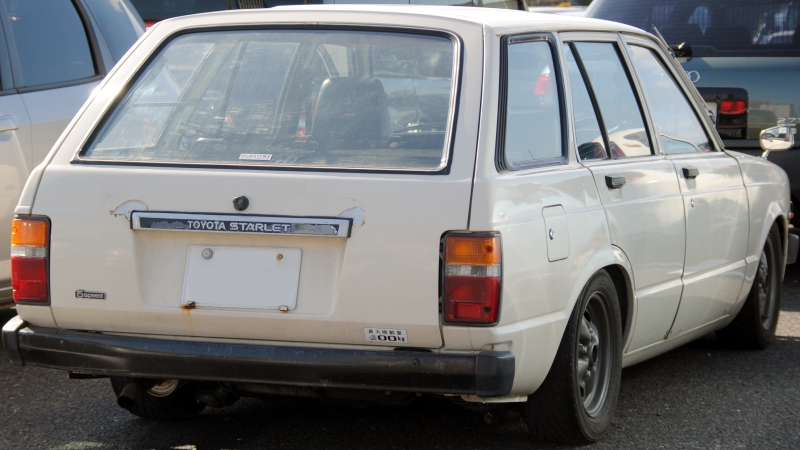
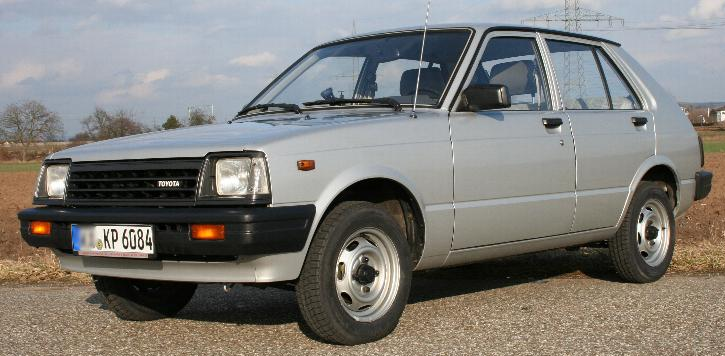